# Adrien Lavergne
 (février 2025).
Si vous disposez d'ouvrages ou d'articles de référence ou si vous connaissez des sites web de qualité traitant du thème abordé ici, merci de compléter l'article en donnant les références utiles à sa vérifiabilité et en les liant à la section « Notes et références ».
Pour les articles homonymes, voir Lavergne.
Adrien Lavergne (1896-1971) est un syndicaliste enseignant qui fut en particulier secrétaire général de la Fédération de l'Éducation nationale de la Libération à 1956.

## Le militant d'avant-guerre
Adrien Lavergne est né le 23 juin 1896 à Paris. Titulaire du brevet supérieur, il enseigne quelques mois comme instituteur suppléant à Asnières puis à Paris avant d'être mobilisé en avril 1915. Grièvement blessé, il est pensionné de guerre à 80 %. Après la scission du congrès de Tours de 1920, Adrien Lavergne milite au jeune Parti communiste « SFIC ». Jeune instituteur à Asnières, Adrien Lavergne siège au conseil national du Parti communiste comme délégué de la Seine en octobre 1921. Il est, avec Maurice Heine, un des animateurs d’une tendance « syndicaliste révolutionnaire » ultra-minoritaire dans la Seine, après le congrès de Tours (décembre 1920). Heine et lui se réclament des « conceptions fédéralistes et soviétistes ». La « Résolution sur la question française » adoptée au IVe congrès de l’Internationale communiste (novembre-décembre 1922) condamne sans appel ce courant et, citant nommément les « camarades Heine et Lavergne », invite le Comité directeur du PC à en « tirer toutes les conclusions politiques et d’organisation qui en découlent ». Comme l'indique le Dictionnaire Maitron : « Le passage de Lavergne au Parti communiste fut donc de courte durée mais il garda au cœur les idéaux prolétariens de sa jeunesse et en conçut une durable animosité contre le PCF. »
De 1919 à 1921, il enseigne à Saint-Ouen (Seine). De 1921 à 1924, il exerce à Bolbec (Seine-Maritime) avant de revenir dans la Seine comme instituteur à Saint-Denis (1924-1930). Il reprend ses études et passe le baccalauréat en 1927, ce qui lui permet de s'inscrire à la Sorbonne. Il obtient une licence ès-lettres et un diplôme d'études supérieures d'histoire-géographie. Il devient alors professeur de cours complémentaire de 1930 et 1933 avant d'être nommé en école primaire supérieure. Il est titularisé comme professeur d'école primaire supérieure en 1938. 
Au plan syndical, Lavergne milite d’abord au Syndicat national des instituteurs. Il est membre du bureau de la section de la Seine du SNI et conservera, par la suite, des liens étroits avec ses militants. Il participe aux luttes des années 1930, notamment à la manifestation unitaire du 12 février 1934 et au Comité de vigilance des intellectuels antifascistes. À la fin des années 1930, il devint responsable de la section de la Seine de la Fédération générale des fonctionnaires et, à ce titre, siège à la commission exécutive de l’union des syndicats de la région parisienne. Après sa nomination comme professeur d'école primaire supérieure, il quitte logiquement le SNI pour militer au Syndicat national des écoles primaires supérieures.

## La résistance
Dès novembre 1940, il participe au côté d'autres militants du SNI et de la FGE au groupe de militants qui reconstituent clandestinement le SNI et la FGR avec Georges Lapierre, René Bonissel ou Édouard Bled.  Il participe ensuite à la reconstitution d’une Fédération générale de l'enseignement clandestine en 1941-1942, aux côtés de Maurice Janets, René Bonissel, Jean-Auguste Senèze, Juliette Harzelec. 
Il est désigné par Pierre Neumeyer comme représentant de la fédération à la CA clandestine de la CGT, après les accords établis en mai 1941 avec la tendance ex-unitaire de la « Vie ouvrière ». Il est une des artisans du manifeste du syndicalisme français du 1er mai 1941 et participe à la préparation des accords du Perreux d’avril 1943 qui permettent de reconstituer l’unité confédérale. Après l’arrestation et la déportation de Georges Lapierre, secrétaire général de la FGE clandestine désigné en 1943, remplacé par Joseph Rollo, lui aussi arrêté et déporté en mars 1944, Lavergne leur succède. Il participe à partir de janvier 1941 aux travaux du Comité d'études économiques et sociales qui regroupe les militants résistants des ex-confédérations ouvrières groupées dans le Conseil national de la Résistance, où il représente l'enseignement. Pendant l'Occupation, il est également membre du mouvement de résistance Libération-Nord, avec Georges Lapierre et Joseph Rollo, secrétaires généraux successifs du SNI clandestin, arrêtés et morts en déportation.
Dès mars 1944, Adrien Lavergne devient secrétaire général de la Fédération générale de l’Enseignement. C’est lui qui, avec Neumeyer, appelle les fonctionnaires à la grève insurrectionnelle du 15 août 1944 dont l'une des manifestations est la reprise, les armes à la main, de l’immeuble du 10 rue de Solférino qui était celui des fédérations de fonctionnaires de la CGT d'avant-guerre et que le gouvernement de Vichy avait attribué au ministère de l’Information.

## Le secrétaire général de la FGE puis de la FEN (1944-1956)

### De la Libération à la scission syndicale
Lavergne est confirmé dans sa fonction de secrétaire général de la FGE par la CA réunie le 19 septembre 1944, lors de laquelle les deux courants issus de la résistance décidèrent de s’entendre, en créant un nouvel organe, l’Enseignement public.  Il devient en même temps secrétaire général adjoint dans le bureau provisoire de la Fédération générale des fonctionnaires de la CGT qui prendra ultérieurement le nom d' Union générale des fédérations de fonctionnaires (UGFF-CGT). Ce bureau provisoire conserve la configuration d'avant-guerre avec Charles Laurent comme secrétaire général, Pierre Neumeyer, Alain Le Léap et René Bonissel. Il conserve cette responsabilité jusqu’en 1947.
Le nom d'Adrien Lavergne apparaît parmi ceux des syndicalistes qui soutiennent Résistance ouvrière (organe de la future tendance « Force ouvrière ») lors de la parution du no 1, le 24 novembre 1944. Les écoles primaires supérieures ayant été transformés en collèges modernes par la loi Carcopino de 1941, Adrien Lavergne apparaît comme responsable du Syndicat national des collèges modernes, dont il reste membre du Bureau de 1944 à 1949. Bien qu'attaché à la CGT, Lavergne accepte le passage à l'autonomie en 1948 pour conserver l'unité du syndicalisme universitaire.

### La structuration de la FEN
C'est de cette époque que date l'organisation que la FEN connaîtra jusqu'en 1982, avec un congrès annuel, une commission administrative nationale (CA) qui compte une soixantaine de membres et un bureau fédéral de 12 membres dont le secrétaire général et un secrétaire-trésorier, les deux seuls « permanents » de l'époque. Dans l'esprit de la motion Bonissel-Valière, les tendances sont reconnues et représentées dans les organismes délibératifs. À la CA nationale, les syndicats ayant plusieurs représentants leur font place selon leur importance interne ; les représentants des sections départementales sont en fait désignés en fonction du vote d'orientation lors du congrès annuel. Le Bureau fédéral, quant à lui, doit rester un exécutif homogène, comme l'affirment constamment la tendance majoritaire et la tendance « École émancipée », contrairement à la tendance dite « cégétiste » ou « ex-cégétiste » animée par des militants communistes. Cela ne posera pas de problème particulier pendant le mandat de Lavergne et celui de son successeur Georges Lauré, puisque les syndicats représentés au Bureau fédéral sont administrés par des responsables appartenant à la majorité fédérale.

### Les grands dossiers
Adrien Lavergne participe à la commission Langevin-Wallon.  Il participe, en décembre 1946, avec Marcel Rivière, à la création de la Mutuelle générale de l'Éducation nationale (MGEN), dont le congrès du SNI de Grenoble (1946) a arrêté le principe, et en est vice président fondateur. Outre le passage à l'autonomie de la FEN, son mandat est marqué par les négociations sur le statut Thorez de la Fonction publique, où il intervient fortement pour faire reconnaître les spécificités de la profession enseignante, et la construction de la grille indiciaire de la Fonction publique, le combat contre la remise en cause des premières attaques contre la laïcité (décret Poinso-Chapuis de 1946, loi Marie-Barangé de 1951), mais aussi le maintien de l'unité de la FEN en 1956 malgré les très vifs débats du congrès sur l'invasion militaire soviétique en Hongrie et le rétablissement par la force d'un régime communiste. 

### Une cohésion difficile
Dans les années 1950, Lavergne rencontre des difficultés pour maintenir la cohésion de la FEN, en raison de l’opposition permanente des tendances plus ou moins structurées mais aussi des conflits d’intérêts entre les catégories de personnels et partant les syndicats nationaux, notamment le SNI et le SNES. La FEN, après avoir soutenu le Comité d’action universitaire constitué en juillet 1951 pour obtenir la revalorisation des traitements, prend ses distances sous la pression du SNI. La situation débouche sur une quasi-rupture Les représentants du SNES, y compris autonomes, refusent de voter le rapport d’activité fédéral tandis que Lavergne conteste au SNES le droit de « déclencher seul une action générale », faisant ainsi le jeu de ceux qui « seraient tentés d’utiliser le syndicalisme à des fins extra-syndicales ». Adrien Lavergne n’a pas plus de succès pour rapprocher le point de vue des deux principaux syndicats d’enseignants au sujet de la réforme de l’École et de la formation de ses maîtres, en dépit de la référence commune au Plan Langevin-Wallon. Ces divergences éclatent un peu plus à propos du projet Billères en 1956, au moment de son départ. Dans cette période toutefois, la question laïque reste un puissant ciment d'unité pour la FEN.

## Après la FEN
Prenant sa retraite, il est remplacé au secrétariat général de la FEN par Georges Lauré, alors secrétaire général du Syndicat national de l'enseignement techniques (SNET). Il demeure cependant membre de la CA nationale de la FEN. Il devient ensuite trésorier de la Ligue de l'enseignement. 
Il meurt le 26 avril 1971 à l'hôpital d'Eaubonne des suites d'une congestion pulmonaire.
Il avait reçu la médaille de la Résistance française.